# Pedra dels Tres Senyors
La Pedra dels Tres Senyors és una obra de Sant Miquel de Campmajor (Pla de l'Estany) inclosa a l'Inventari del Patrimoni Arquitectònic de Catalunya.

## Descripció
Fita de terme d'1,20m d'alçada situada entre els límits dels pobles de Falgons, Granollers de Rocacorba i Biert. Té tres cares i a cadascuna du gravat l'any 1858 i els noms dels tres pobles.